# Alexandra Kauka
Alexandra Kauka geb. Heidelieb Alexandra Stahl (* 30. Juli 1950 – nach anderen Quellen 1940 – in Hermagor, Kärnten, Österreich) ist eine amerikanisch-deutsch-österreichische Verlegerin. Sie ist die Witwe von Rolf Kauka.

## Leben
Alexandra Kauka wuchs in Deutschland auf und arbeitete ab 1967 als Model in Deutschland, Europa und den USA. 1970 ging sie eine Ehe mit dem Industriellen Walter Nolff ein, die aber bald zerbrach. Aus dieser Ehe ging ein Sohn hervor. Ab 1972 besaß sie zwei Galerien in München.
1975 lernte Alexandra Kauka bei einem Geschäftsessen Rolf Kauka kennen, der ihr zwei Tage später einen Heiratsantrag machte, den sie Ende 1975 annahm. Von 1975 bis 1982 lebte sie mit Rolf Kauka auf dem Gut Eichenhof (genannt „Kaukasien“) in Zolling bei München. 1982 wanderten Alexandra Kauka und ihr Mann in die USA aus. Rolf Kauka musste auf Anraten seiner Ärzte in ein möglichst gleichbleibendes Klima, da er ernstlich erkrankt war. Zuerst ließ sich das Paar in Palm Beach, Florida, nieder, kurze Zeit später kaufte es eine Plantage in Thomasville, Georgia.
In der Folgezeit wurde Alexandra Kauka die wichtigste Beraterin ihres Mannes und auch formell Vize-Präsidentin der Promedia, Inc., der aus dem Münchener Kauka Verlag hervorgegangenen Verwaltungsgesellschaft der Comic-Figuren Rolf Kaukas (so etwa Fix und Foxi, Bussi Bär und Pauli). Ende 1999 wurde Alexandra Kauka formell Präsidentin der Promedia, Inc., während Rolf Kauka sich auf den kreativen Part zurückzog.
Nach Rolf Kaukas Tod im Jahr 2000 erbte sie das Vermögen und das Unternehmen. 2002 begründete sie mit Michael Semrad und seinem Unternehmen Andromeda Central Community Medien GmbH das Joint-Venture Kauka Promedia, Inc., um die Vermarktung der Kauka Comic-Figuren zu stärken. Dieser Joint-Venture wurde auf Wunsch von Alexandra Kauka zum 1. Juli 2008 in Rolf Kauka Comics umbenannt, um stärker auf Rolf Kauka als Schöpfer der Comic-Figuren hinzuweisen.
Alexandra Kauka ist Mitglied des „Board of Directors“ der New Yorker Metropolitan Opera. 2007 erhielt sie für ihr Engagement für die darstellenden Künste den Erwin Piscator Award. Zudem ist Alexandra Kauka eines der Mitglieder im Beirat der 2010 gegründeten Hildegard Behrens Foundation.
2005 verkaufte sie einen nicht oft genutzten Teil der Plantage an das Georgia Department of Natural Resources; dieses Naturschutzgebiet trägt seitdem den Namen Rolf and Alexandra Kauka Wildlife Management Area.